# Jem'Hadar
De Jem'Hadar zijn een fictief ras uit de sciencefictionserie Star Trek. Zij komen voor in de serie Star Trek: Deep Space Nine.
De Jem'Hadar zijn een onderdeel van de Dominion waar zij de rol van soldaten vervullen. Zij zijn genetisch gemanipuleerd en worden gekweekt wanneer en waar zij nodig zijn. De Jem'Hadar staan onder leiding van de Vorta die op hun beurt weer de Founders gehoorzamen. Jem'Hadar bezitten buitengewone kracht en moed en zij geven de strijd nooit op. Zij leven voor de oorlog en hun motto is: Gehoorzaamheid brengt overwinning waarop geantwoord met Overwinning betekent leven.
Jem'Hadar zijn a-seksueel en worden gekweekt in pods en na drie dagen zijn zij volgroeid. Ze behoeven geen voedsel, water of rust, het enige dat zij nodig hebben is een synthetisch hormoon ketracel white, kortweg wit die door de Vorta of anders de hoogste in rang, wordt uitgedeeld. Zonder dit hormoon sterven zij na een periode van gewelddadige ontwenningsverschijnselen. De Founders van de Dominion hebben de Jem'Hadar opzettelijk afhankelijk gemaakt van dit hormoon als een middel om ze onder controle te houden zodat zij zich niet tegen de Dominion zouden (kunnen) keren. 
De Jem Hadar zijn echter ook zonder wit loyaal aan de founders. Ook de Vorta gehoorzamen ze, want zo horen de dingen te gaan. Binnen de Jem Hadar is ook sprake van hiërarchie: nummer 1 wordt gevolgd in rang door nummer 2, enzovoorts.
Tijdens de Dominionoorlog vormden de Jem'Hadar de hoofdmacht van de troepen die tegen de Federatie en haar bondgenoten vochten.
Omdat de verbinding met het gammakwadrant ondermijnd was, kwamen er steeds meer alfa's, speciaal gefokt voor de oorlog met het alfakwadrant. Over de vraag welke soort superieur is, is men het niet eens. 
De grime is zeer bewerkelijk.